# Fontenoy-le-Château
Fontenoy-le-Château ([fɔ̃ˈtnwa lə ʃɑˈto] ) ist eine französische Gemeinde mit 499 Einwohnern (Stand: 1. Januar 2022) im Département Vosges in der Region Grand Est. Sie gehört zum Arrondissement Épinal und ist Mitglied im Gemeindeverband Épinal.
Die Gemeinde entstand mit Wirkung vom 1. Januar 2013 als Commune nouvelle durch Zusammenlegung der bis dahin selbstständigen Gemeinden Le Magny und Fontenoy-le-Château. Der Verwaltungssitz befindet sich im Ort Fontenoy-le-Château. Der Gemeinderat hat sich in seiner Sitzung am 7. Januar 2013 ausdrücklich gegen die Einrichtung von Communes déléguées ausgesprochen.

## Gemeindegliederung
| Ortsteil                              | Ehemaliger INSEE-Code | PLZ   | Fläche (km²) | Einwohnerzahl (2011) |
| ------------------------------------- | --------------------- | ----- | ------------ | -------------------- |
| Fontenoy-le-Château (Verwaltungssitz) | 88176                 | 88240 | 34,60        | 614                  |
| Le Magny                              | 88282                 | 88240 | 03,53        | 032                  |

## Geografie

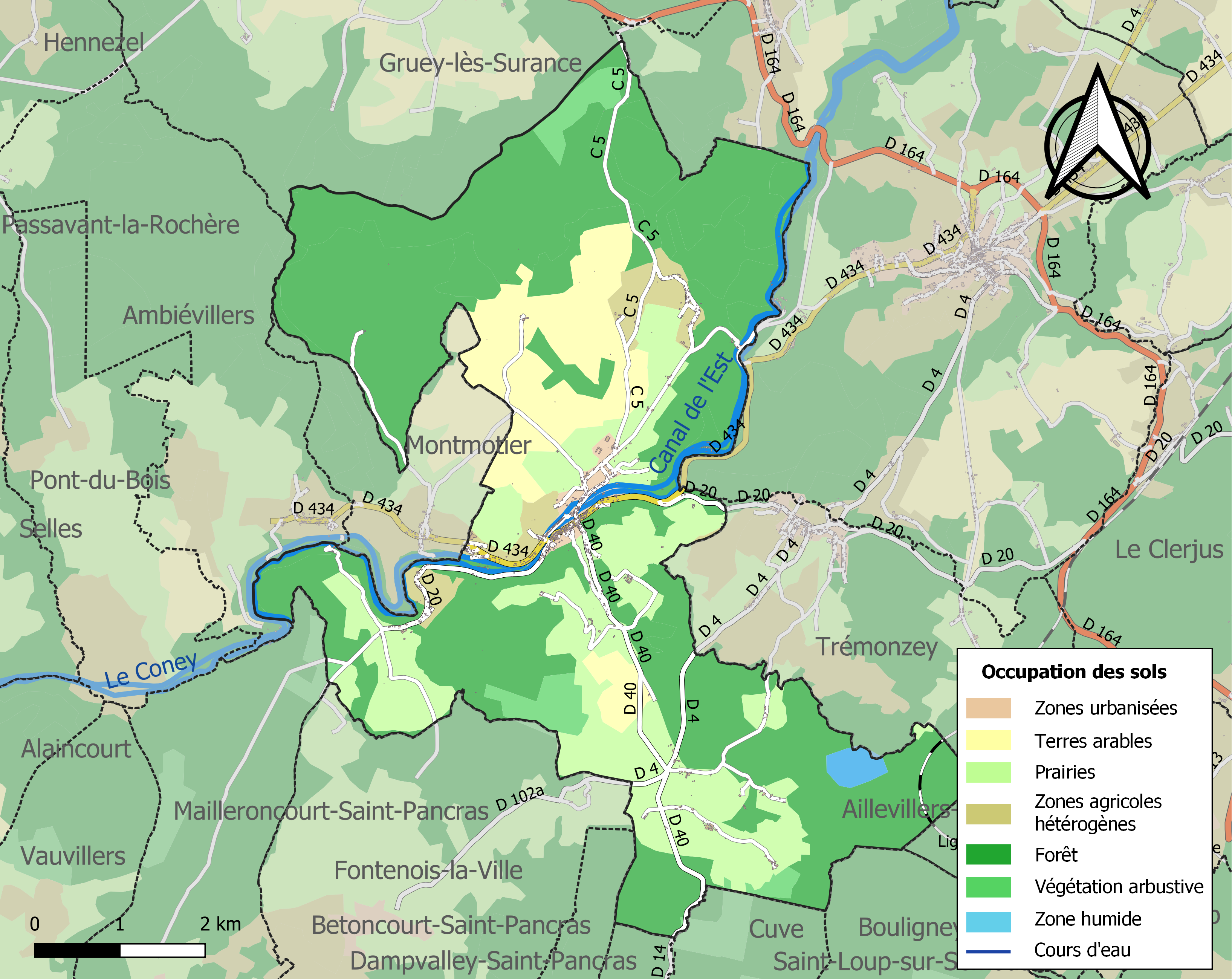
Bodennutzung, Hydrografie und Infrastruktur der Gemeinde (2018)

Fontenoy-le-Château liegt etwa 29 Kilometer südwestlich von Épinal an der Grenze zum benachbarten Département Haute-Saône. Die Gemeinde liegt in der Région naturelle der Vôge im äußersten Süden der historischen Landschaft Lothringen.
Das Gemeindegebiet befindet sich im Einzugsgebiet der Rhone und wird entwässert vom Canal des Vosges, vom Côney, vom Ruisseau Bon Vin, vom Ruisseau de Gruey, vom Ruisseau du Chânet, von der Bécène, vom Ruisseau de Falvinfoing, vom Ruisseau de la Fresse, vom Ruisseau de Quicorne, vom Ruisseau des Arsondieux und vom Ruisseau du Pont Miro.
Das Gemeindegebiet umfasst einen Abschnitt der gewellten Landschaft des Plateaus Vôge östlich des oberen Saônetals. Das Bodenrelief zeigt eine graduelle Erhebung im Nordwesten an der Grenze zur Nachbargemeinde Gruey-lès-Surance, wo die maximale Höhe von 461 m erreicht wird. Das Zentrum am linken Ufer des Côney und des Canal des Vosges liegt auf etwa 260 m Höhe. Der niedrigste Punkt wird im Westen mit 247 m beim Austritt des Côney aus dem Gemeindegebiet gemessen.
Teile des Gemeindegebiets gehören zum 5,3 Hektar großen Natura-2000-Schutzgebiet „Gîtes à chiroptères de la Vôge“ (FR4102002) und von sechs ZNIEFF-Naturzonen.
Rund 61 % der Fläche der Gemeinde sind bewaldet, rund 35 % werden landwirtschaftlich, hauptsächlich als Grünland genutzt, rund 3 % entfallen auf Flächen mit Strauch- und/oder Kräutervegetation, der Anteil bebauter Flächen beträgt rund 2 %, der Anteil an Binnengewässern rund 1 % (Stand: 2018).
Umgeben wird Fontenoy-le-Château von den 13 Nachbargemeinden:
|                                                                             | Gruey-lès-Surance                                                                                | La Vôge-les-Bains                                              |
| Montmotier Ambiévillers (Haute-Saône)                                       | Kompassrose, die auf Nachbargemeinden zeigt                                                      | Trémonzey                                                      |
| Fontenois-la-Ville (Haute-Saône) Mailleroncourt-Saint-Pancras (Haute-Saône) | Cuve (Haute-Saône) Dampvalley-Saint-Pancras (Haute-Saône) Betoncourt-Saint-Pancras (Haute-Saône) | Aillevillers-et-Lyaumont (Haute-Saône) Bouligney (Haute-Saône) |

## Sport und Freizeit
Eine Grüne Route auf einer ehemaligen Eisenbahntrasse führt von Fontenoy-le-Château entlang dem Côney bis nach Corre.

## Bildung
Die Gemeinde verfügt über eine öffentliche Vor- und Grundschule (École primaire) mit 32 Schülerinnen und Schülern im Schuljahr 2024/2025.

## Wirtschaft
Die Erwerbstätigen in Fontenoy-le-Château sind hauptsächlich in der Tourismusbranche, aber auch in Land- und Forstwirtschaft sowie kleinen Dienstleistungsbetrieben in der Gemeinde oder der näheren Umgebung beschäftigt.

## Verkehr
Fontenoy-le-Château liegt fernab größerer Verkehrsachsen. Die zur Departementsstraße D 434 herabgestufte ehemalige Route nationale 434 von Épinal nach Charmoille durchquert das Gemeindegebiet. Nachgeordnete Departementsstraßen und lokale Landstraßen verbinden die Orte und Weiler der Gemeinde untereinander und mit den Nachbargemeinden.
Busse einer Linie des Gemeindeverbands Épinal verbinden die Gemeinde zweimal täglich während der Schulzeit mit Montmotier und Épinal.